# Fekete István (író, 1900–1970)
Fekete István (Gölle, 1900. január 25. – Budapest, 1970. június 23.) József Attila-díjas magyar író, számos regény, ifjúsági könyv és állattörténet írója. Barátjával, Csathó Kálmánnal együtt az „erdész-vadász irodalom” egyik legismertebb művelője. Jókai Mór mellett minden idők legolvasottabb magyar írója. Fia, ifj. Fekete István közlése szerint apja könyveit legalább 8,7 millió példányban adták ki.

## Élete

### Fiatalkora
1900. január 25-én, a Somogy vármegyei Göllén született Fekete Árpád tanító, iskolamester, gazdálkodó és Sipos Anna első gyermekeként.
A kor szokásának megfelelően keményen nevelték. Az elemi iskola első négy évét (1906–1910) szülőfalujában végezte el, az ötödik évet már Kaposváron (a polgári fiúiskolában) kezdte el, ahová egy év múlva a család is elköltözött.
Első „vadászélményeit” már nagyon fiatalon (körülbelül 3 éves korában) szerezte, ahogyan a Ballagó idő című életrajzi regényében is említi. 1917 végén önként bevonult katonának, 1918 tavaszán iskolájában hadiérettségit tett, majd 1919-ig káplárként szolgált.
1923-ban felvették a debreceni Gazdasági Akadémiára, de csak az első félévet végezte el. Dunántúliként nem érezte jól magát az Alföldön, visszavágyott a dimbes-dombos dunántúli tájra.
1924 januárjában a Magyaróvári Magyar Királyi Gazdasági Akadémián folytatta tanulmányait, ahol 1926-ban mezőgazdászként végzett. A város és az Akadémia emléke nem múlt el nyomtalanul életében. A Szigetköz és a Hanság, valamint Magyaróvár belvárosa a tanintézetnek helyet adó Vár épületével, a Lajta több ágával, a hatalmas kiterjedésű gyönyörű park, amelynek közepén a kollégium található, Fekete Istvánt is megihlették. Korabeli leírások szerint tanulmányai végeztével egy kis csomag kézirattal hagyta el Magyaróvárt. A Szigetköz pedig később is kedvenc területei közé tartozott, illetve az 1968-ban megjelent Barangolások c. könyvét az akkor fennállásának 150. évfordulóját ünneplő egykori iskolájának ajánlotta. A mű elején olvashatjuk: „A 150 éves Mosonmagyaróvári Agrártudományi Főiskolának szeretettel ajánlja ezt a könyvet öreg diákja.”
Tanulmányai befejeztével Bakócára került, gróf Mailáth György birtokán kapott segédtiszti állást. Itt ismerkedett meg Piller Edittel, a bakócai belgyógyász főorvos lányával, akivel 1929. december 12-én házasságot kötött, a bakócai római katolikus templomban.
A fiatal házasok az esküvő után Ajkára költöztek, első közös otthonukba. Itt kapott állást vezető gazdatisztként a holland származású, disznókereskedőből lett földbirtokos, Nirnsee Pál birtokán.
Munkája alatt fellendült a birtok, hírnevet szerezve neki és gazdájának egyaránt. Tej- és sajtüzemet szervezett az uradalomban, valamint szeszfőzdét is irányított. Mint az ajkai nagybirtok főintézője búzavetőmagot nemesített, eredményei országos visszhangot keltettek, a Gazdatisztek Lapja is nagy elismeréssel írt róla. Az Országos Állattenyésztési Kiállításokon rendszeresen díjat nyertek az irányítása alatt tenyésztett merinói kosok.
Gyermekei gazdatiszti időszakában, Ajkán születtek, lánya, Edit (1930–2013), fia, István (1932). Fekete Edit középiskolai tanulmányait a budai Sacré Cœur-rend leányiskolájában végezte. 1949-ben, alig 18 évesen elhagyta a családi otthont és a Sacré Cœur-rend tagja, apáca lett, még ebben az évben azonban Ausztriába emigrált, mivel feloszlatták a rendet. 1989-ben a Vorarlberg tartományban található Bregenz leánygimnáziumának iskolaigazgatójává választották. 2013 februárjában hunyt el.
István fia a gödöllői Premontrei Gimnáziumban tanult, az 1956-os forradalomban való szerepe miatt 1956 decemberében hagyta el az országot. 1957-től 1963-ig Kanadában, 1963 óta pedig az USA-ban, Chicagóban él. Dolgozott mint masszőr, fizikoterapeuta, sportklub-igazgató, üzleti közíró a milliós példányszámú Chicago Tribune c. napilapnál, s közben három diplomát is szerzett. Később laptulajdonos-főszerkesztője volt az 1905-ben alapított magyar hetilapnak (Chicago és Környéke). Elbeszéléseit 1970-től európai, kanadai és amerikai magyar hetilapok közölték. 1985 óta állandó heti rovata van az emigráció legismertebb és a világ összes kontinensén olvasott lapjában, a Kanadai Magyarságban.

### Írói pályája
Bár gazdatisztként sikeres pálya állt mögötte és előtte, többre, kreatívabb tevékenységgel töltöttebb életre vágyott. Kezdetben a Nimród c. vadászújságba írt, eleinte szakcikkeket és vadászélmények leírásait, azonban a szerkesztő és vadászíró Kittenberger Kálmán néhány líraibb elbeszélését is elfogadta, és bátorította a kezdő írót. Fekete István nagyjából 1934 körül ébredt rá, hogy irodalmi pálya áll előtte és hogy vágyik is rá, hogy komolyan foglalkozhasson írói terveivel. Kittenberger 1935-ben bemutatta a kezdő írót a már befutott, népszerű Csathó Kálmánnak, azzal a nyilvánvaló szándékkal, hogy legyen, aki a szépirodalmi pályáját egyengetni tudja. A találkozásból életre szóló barátság lett, Csathó pedig valóban mindent megtett, amit egy mentor tehet: tanácsokkal látta el Feketét, bátorító kritikákat írt róla, és még műveivel is kilincselt különböző kiadóknál. A feltörekvő író több, később életmeghatározónak bizonyuló irodalmi pályázaton is sikerrel indult ekkoriban. Így születtek jelentős korai regényei, a Koppányi aga és a Zsellérek.
1936-ban megírta az Országos Gárdonyi Géza Irodalmi Társaság történelmi regénypályázatára A koppányi aga testamentumát, amellyel első lett. 1939-ben a Királyi Magyar Egyetemi Nyomda magyar nemzeti szellemiségű regény pályázatán, melyre összesen 193 író küldte be pályaművét, a Zsellérek című regénye kapta a 3000 pengős első díjat. A Zsellérek népszerűségét mutatja, hogy 1939 és 1944 között hét kiadást ért meg, majd csak a rendszerváltozás után, 1994-ben jelent meg újra, erősen csonkított formában, mivel a regényben bemutatja a vörösterrort. Ez a máig az évtizedes agyonhallgatás által sújtott regény az író korai, de nem az utolsó mesterműve.
1936-tól 1945-ig főképp a Herczeg Ferenc szerkesztette Új Idők c. folyóirat szerzőgárdájába tartozott (ahogy Csathó is), amire nagyon büszke volt (lévén így Gárdonyival, Tömörkénnyel és Krúdyval került közös platformra), habár írásai egyre több más lapban (pl. a Budapesti Hírlap, Ünnep, Esti Újság, Pesti Hírlap, Híd) is megjelentek és egyre nagyobb népszerűséget hoztak. Főképp novellákat írt, ezek kezdetben magukon viselték a Horthy-korszak „barokkos” és érzelmes légkörét, mivel főleg a középosztály és az úri osztály nőtagjai voltak az olvasótábor; társadalmi vagy érzelmi konfliktusokat tárgyalnak, és szinte kivétel nélkül heppienddel végződnek.
1940-ben beválasztották a Kisfaludy Társaságba, melybe a kor jelentősebb és legnagyobbnak tartott írói, költői, irodalomtörténészei, esztétái, kritikusai és műfordítói tartoztak, és csak szigorú és objektív szakmai értékmérés és elbírálás alapján lehetett tag valaki. A taglétszám maximált volt, 50 rendes és 20 levelező tag lehetett, új tag csak akkor kerülhetett a Társaságba, amennyiben haláleset következtében üresedés történt. Fekete István Harsányi Zsolt helyét foglalta el. A Társaság bírálóbizottsága hat könyv, és a nagy sikerű Dr. Kovács István című film forgatókönyve, valamint a Hajnalodik színdarabja után az ország 15 legjelentősebb és legtehetségesebb írója közé rangsorolta Fekete Istvánt.
Évente kétszer-háromszor baráti társaságával napokra – vagy néha egy-két hétre – eljárt Erdélybe, a Börzsönybe, a Bükkbe, vagy egyéb vadregényes helyekre vadászni. A barátok és vadásztársak többek közt a következők voltak: Kittenberger Kálmán, a világhírű Afrika-vadász, író és a Nimród című vadászújság tulajdonos-főszerkesztője; Csathó Kálmán, neves író, a Nemzeti Színház főrendezője; gróf Széchenyi Zsigmond, világhírű Afrika-vadász és író; dr. Vertse Albert, a Madártani Intézet igazgatója; Tőrey Zoltán, a Magyar Filmiroda igazgatója; gróf Wass Albert földbirtokos, író. Gazdatiszti munkája mellett vadászati témában írogatott is, cikkei a Nimród vadászújságban jelentek meg.
1946 tavaszán tiltó indexre került a proletárdiktatúráról és a bolsevizmusról írott művei miatt. A politikai rendőrség, az ÁVO is bántalmazta emiatt. Szemét kiverték, szétverték a veséjét, és hajnalban egy katonai kocsiból kidobták a János Kórház mellett, ahol két járókelő találta meg.
Az 1949. tavaszi „tisztogatásig” Budapesten, a Földművelésügyi Minisztériumban dolgozott, ahol több mint egy tucat teljesen új megoldású mezőgazdasági oktatófilmet írt és rendezett. Ezután politikai okokból könyveit nem adták ki, állandó állást sehol sem kapott, alkalmi munkából (például uszályrakodás) tartotta el családját 1951 őszéig, amikor tanári álláshoz jutott a kunszentmártoni Halászmesterképző Iskolában.
Osztályidegenként az új könyvkiadók és folyóiratok nem kér(het)tek belőle, igaz, a Sztálin halálát követő itthoni változásokig ő sem keres(het)te velük a kapcsolatot. Miután kizárták a Magyar Írók Szövetségéből, már csupán az Új Ember és a Vigilia fogadta szívesen írásait, ekkoriban ez nagy egzisztenciális segítséget is jelentett, hogy rendszeresen közölték apróbb, tárcaszerű novelláit.

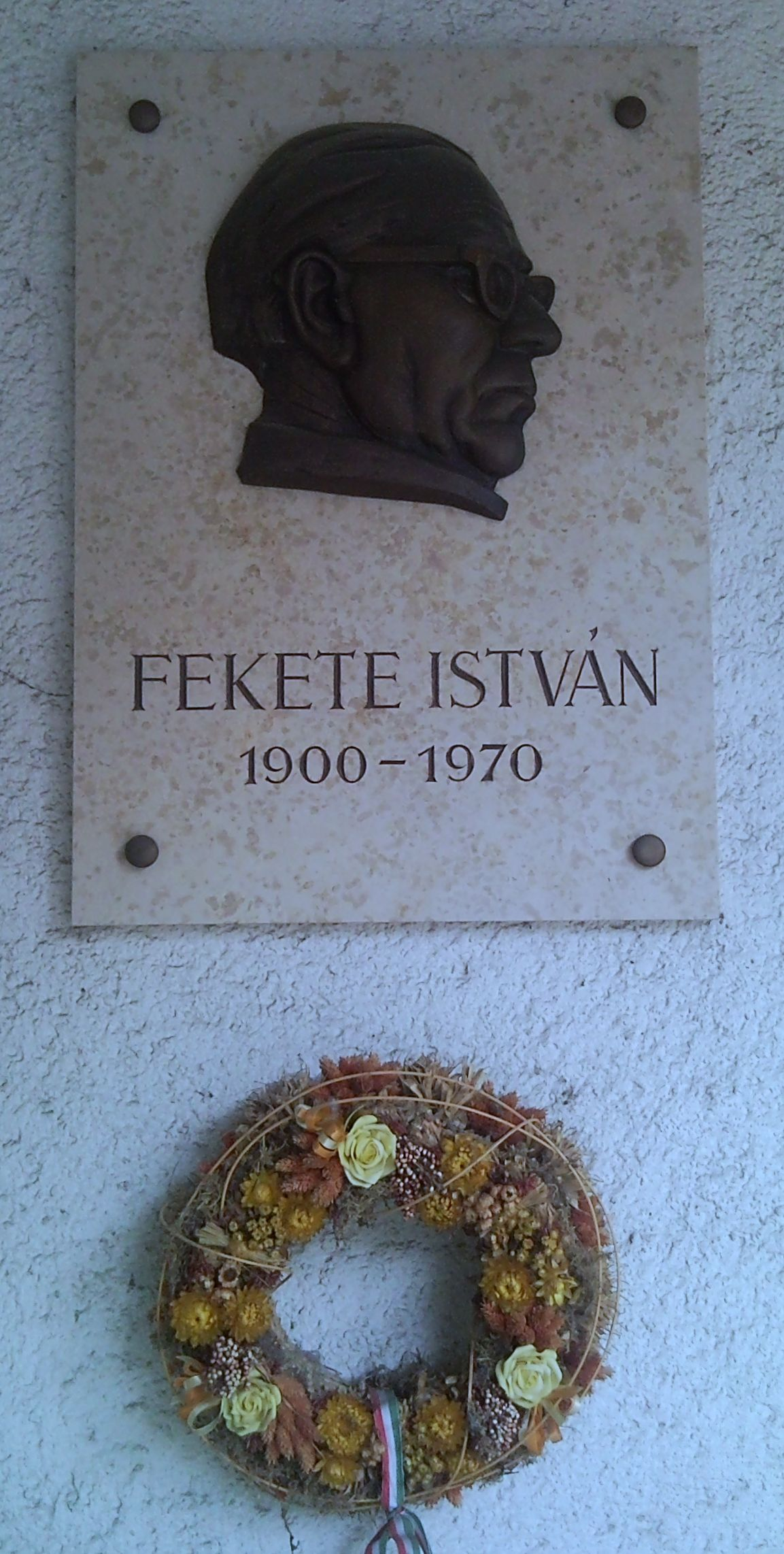
Emléktáblája a róla elnevezett iskola bejáratánál, Orbánhegyi út 7.

A két egyházi folyóirat szerkesztősége tulajdonképpen az író kirekesztését követően kezdett érdeklődni iránta. Szerkesztőik, Saád Béla és Sík Sándor régebbről ismerték Fekete Istvánt, és olyan katolikus íróként tartották számon, aki irányzatok és mozgalmak mellett nem szívesen kötelezi el magát, ám a hite megingathatatlan, a barátai mellett pedig mindhalálig kitart. A változások idején e függetlenség a megbízhatóság ajánlólevelét jelentette, a vallásos kiadványok marginalizálódása pedig a jelenlévő kívülállóság lehetőségét kínálta fel Fekete Istvánnak. Bennük folyamatosan publikálhatott, anélkül, hogy elvtelen kompromisszumokra kényszerült volna.
Az Új Ember és a Vigilia közönsége szívesen fogadta a polgári középosztály egykori lapjainak népszerű szerzőjét, és ennek jeleként folyamatosan gyarapodó olvasótábora lett a következő húsz esztendőben. Személyes hangú tárcái mellett különösen az ünnepi alkalmak idején közölt, morális dilemmákat megelevenítő hagyományos elbeszéléseit kedvelték.
Egész életében nyíltan vallotta istenhitét, világnézeti és erkölcsi hovatartozását. 1950-ben, a Rákosi-korszak legvéresebb időszakában, a II. ker. Tárogató út 77. alatti, volt Rajnai-Tömöry villában található lakásába befogadta a Szent Ferenc Leányai apácarend kápolnáját. Az egykori Szajkó, ma Szerb Antal utca és a Tárogató út sarkán lévő Szent Ferenc Lányai rendházból kilakoltatták az apácákat, hogy az épületből kommunista pártszékházat csináljanak. A Jézus Szíve-kápolna mai napig a villában található.
1955-ben a Halászat című könyvét tankönyvként adták ki. Ezután számos kiváló ifjúsági regényt írt, melyekben az ember és a természet igazi viszonyát hűen ábrázolta.
1960-ban József Attila-díjjal tüntették ki a Tüskevár című regényéért. Több regényéből készült sikeres film, így a Bogáncs, a Tüskevár és rajzfilmen a Vuk.
Hetvenedik születésnapjának méltó megünnepléseként megkapja a Munka Érdemrend arany fokozatát.
Nagyon erős dohányos volt, ami miatt 1968-ban már kapott egy szívinfarktust. 1970-ben újabb infarktus következtében halt meg Budapesten. A Farkasréti temetőben temették el, de gyerekei kezdeményezésére hamvait 2004. augusztus 14-én újratemették a Somogy megyei Göllén, mert – mint fia idézte – „…egyedül Göllén érezte jól magát…”.

### Halála, emlékezete

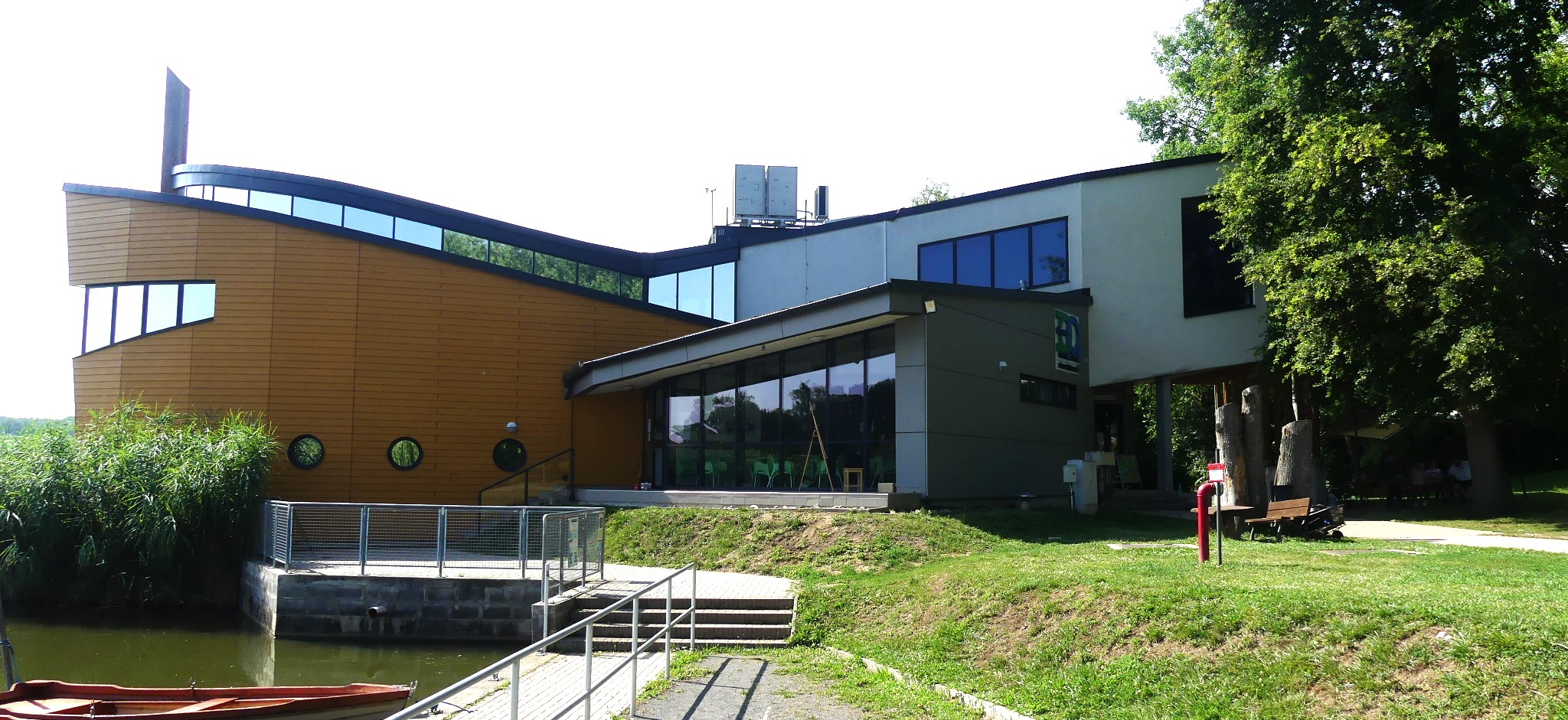
Fekete István Látogatóközpont, Kaposvár-Toponár

Az író halála után felesége közel másfél évig járkált a magyar könyvek külföldi fordításával foglalkozó hivatalba, hogy érdeklődjön a szovjet kiadást illetően. Mindig negatív választ kapott, a szovjet fél érdektelenségét okolva. Egyszer bizalmasan megsúgták neki:

„Tudod, Edithkém, köztünk legyen mondva, a Szovjetunióban rémes lassan mennek az üzleti dolgok, mert a bürokráciájuk még nagyobb, mint a mienk!”

(Mindez a Tüskevár 1973-as szovjet megjelenését követően történt)

Az özvegy megunta az eredménytelen helyben topogást, és kezébe vette az ügyek intézését. Moszkvába utazott, 30-50 oldalas mintafordításokkal és tolmács kíséretében. Ott tudta meg, hogy a magyar illetékesek az ígéretükkel ellentétben Fekete István könyveivel kapcsolatban a szovjet könyvpiacon való megjelenésre semmiféle kiajánlást nem tettek.

Az özvegy 1974-es közbenjárásának eredményességét igazolja, hogy ettől kezdve egymás után láttak napvilágot Fekete István orosz nyelvre fordított könyvei (1975: Bogáncs, Vuk; 1976: Hú; 1980: Kele; 1981: Lutra; 1985: 21 nap + Ci-Nyi + Cönde + Csend; 1990: Bogáncs újra; 1994: Vuk újra, 1996: Tüskevár újra; mind több mint 50 ezer példányban).

## Hivatalos megítélése a kommunista rendszerben

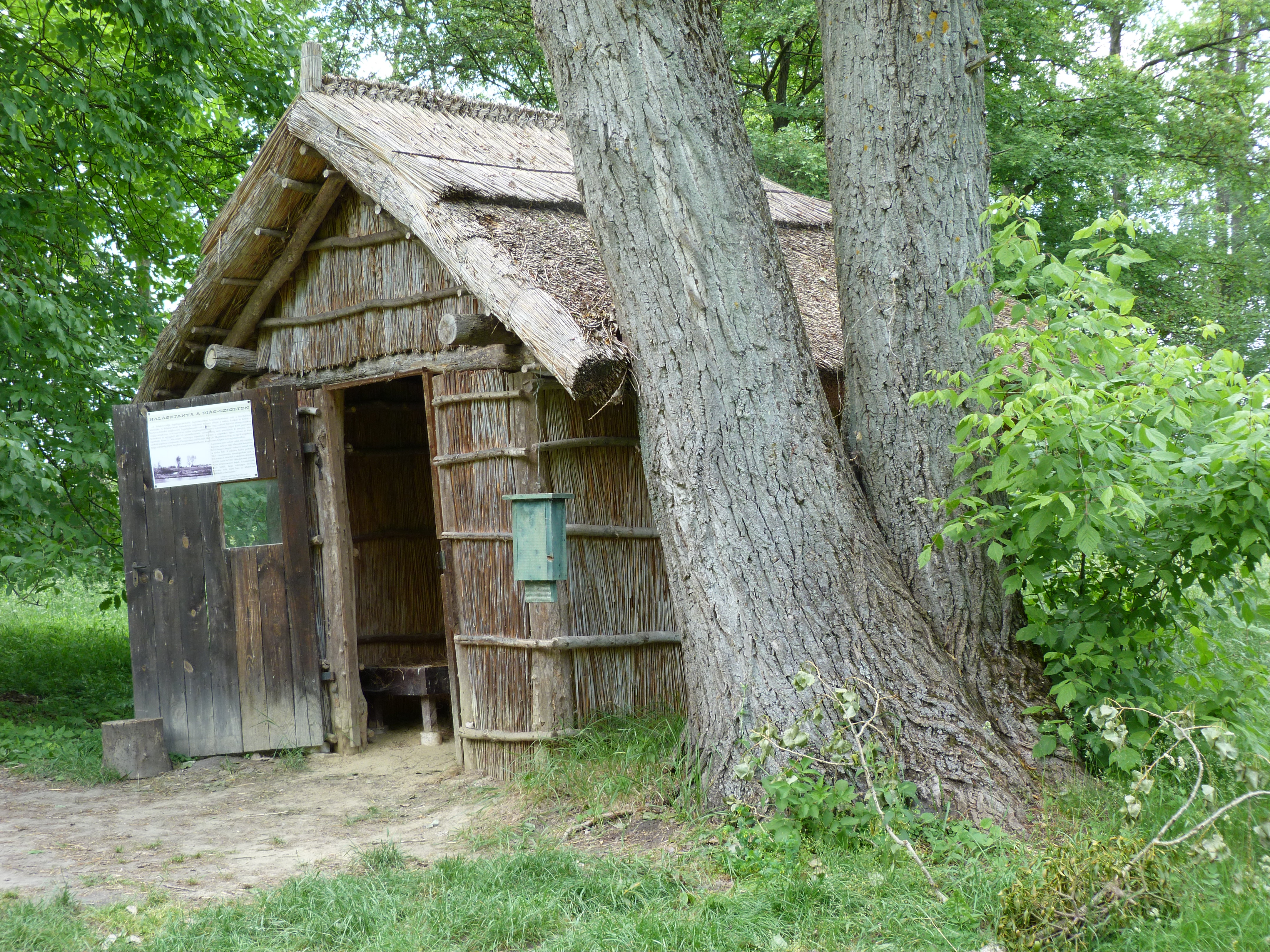
Matula kunyhója a Diás-szigeti „Kócsag” tanösvény állomása, Kis-Balaton, Fenékpuszta (2013. május 24.)

Fia szerint apja az írásaiból kiérződő antikommunizmus, antiliberalizmus, antikozmopolitizmus és az előbbiekkel szemben álló nemzeti érzés, hazaszeretet, kereszténység, istenhit miatt vált vörös posztóvá a párt által irányított irodalmi vezetés szemében, ezért próbálták munkásságát kicsinyíteni, elhallgatni, ifjúsági regényírónak titulálni.
Az irodalmi életben sem nagyságának megfelelően kezelték. Könyveit ugyan kiadták és az olvasók között ezek népszerűek is voltak, de politikai okokból például több lexikonban hiányosan vagy egyáltalán nem szerepelt. Az Akadémiai Kiadó 1965-ben megjelent Magyar irodalmi lexikon I–III. kötetében foglalkoznak ugyan vele, de életével, munkásságával kapcsolatban az alábbi tényeket kihagyták:
- Egyik versét már 14 éves korában közölte a Zászlónk című, népszerű ifjúsági folyóirat;
- 1940-ben írta a Hajnalodik című drámai színművet, melynek nagy sikerére jellemző, hogy több mint száz folytatólagos előadást ért meg a budapesti Magyar Színházban;
- 1941-ben ő írta minden idők egyik legnagyobb sikerű – és nagy szenzációt kiváltó – magyar filmjének, a Dr. Kovács István-nak a forgatókönyvét;
- 1942-ben írta a Túlsó part és a Féltékenység című film forgatókönyvét;
- 1943-ban írta az Aranypáva című film forgatókönyvét;
- 1941–1948 között több mint egy tucat teljesen új megoldású mezőgazdasági oktatófilmet írt és rendezett;
- Az 1940-es évek elején az egyik legkeresettebb és legsikeresebb magyar író volt;
- Csí című könyve 1942-ben megjelent német nyelven;
- 1936-tól az akkori évek legjelentősebb irodalmi-társadalmi folyóirat – az Új Idők – rendszeresen közölte novelláit, folytatásos regényeit. (Hajnal Badányban, Emberek között, Végtelen út, Gyeplő nélkül);
- A Kisfaludy Társaság tagja volt, ami 1945 előtt a legnagyobb írói elismerésnek számított.[10]

Az Akadémiai Kiadó által először 1966-ban kiadott és még 1982-ben is megjelent A magyar irodalom története 1919-től napjainkig című 1105 oldalas összefoglaló műben politikai okból egyáltalán nem szerepelt. Fekete István nem szerepel az úgynevezett irodalmi kánonban még halála után ötven évvel sem. Jellemző, hogy a napjainkban használatos (1994-ben és bővítve 2000-ben megjelent) három kötetes Új Magyar Irodalmi Lexikonban is vázlatos és méltatlanul rövid címszóval szerepel csak. Elégtétel viszont, hogy Jókai után Fekete a legolvasottabb magyar író.

## Művei
| Első kiadás éve | Cím                                       | Megjegyzés |
| --------------- | ----------------------------------------- | --- |
| 1937            | A koppányi aga testamentuma               | ifjúsági regény, történelmi regény                                                                                            |
| 1939            | Zsellérek                                 | regény |
| 1940            | Csí – Történetek állatokról és emberekről | állattörténetek, kisregények: Csí, Hú, Kele, Vuk és novellák                                                                  |
| 1940            | Február                                   | Epika |
| 1940            | Dr. Kovács István                         | forgatókönyv |
| 1940            | Hajnalodik                                | színdarab |
| 1941            | Öreg utakon                               | elbeszélések |
| 1942            | Féltékenység                              | forgatókönyv |
| 1942            | Túlsó part                                | forgatókönyv |
| 1942            | Hajnal Badányban                          | regény |
| 1943            | Aranypáva                                 | forgatókönyv |
| 1944            | Egy szem kukorica                         | novellák |
| 1944            | Emberek között                            | regény |
| 1944            | Emberpor                                  | újságokban, folyóiratokban megjelent munkák válogatása                                                                        |
| 1947            | Gyeplő nélkül                             | regény |
| 1947            | Tíz szál gyertya                          | elbeszélések |
| 195?            | Pistabá mesél...                          | Olvasókönyv a tíz cserkésztörvényhöz Fekete István novelláiból. Garfield, USA                                                 |
| 1955            | Kele                                      | állattörténet egy gólyáról |
| 1955            | Lutra                                     | állattörténet egy vidráról |
| 1955            | Halászat                                  | tudományos munka: a tankönyv, melyből még ma is[mikor?] tanítanak a szakemberek                                               |
| 1957            | Tüskevár                                  | ifjúsági regény |
| 1957            | Bogáncs                                   | regény |
| 1959            | Téli berek                                | regény, a Tüskevár folytatása                                                                                                 |
| 1960            | Pepi-kert                                 | Tudományos munka: A szarvasi arborétum története és leírása.                                                                  |
| 1960            | Köd                                       | vadásztörténetek |
| 1962            | Őszi vásár                                | elbeszélések |
| 1962            | Kittenberger Kálmán élete                 | életrajzi regény |
| 1965            | Vuk                                       | Állattörténet egy rókáról. Az 1940-ben kiadott Csí – Történetek állatokról és emberekről című kötetben jelent meg legelőször. |
| 1965            | Huszonegy nap                             | kisregény |
| 1965            | Csend                                     | regény |
| 1966            | Hú                                        | állattörténet egy bagolyról                                                                                                   |
| 1968            | Barangolások                              | elbeszélések |
| 1970            | Ballagó idő                               | életrajzi regény |
| 1972            | Tíz szál gyertya                          | elbeszélések |
| 1973            | Tarka rét                                 | Elbeszélések és versek. Az író posztumusz elbeszélés kötetét folyóiratokból és Fekete István hagyatékából válogatta özvegye.  |
| 1973            | Rózsakunyhó                               | elbeszélések, karcolatok |
| 1975            | Harangszó                                 | Elbeszélések és versek. Torontóban adták ki.                                                                                  |
| 1979            | Ködös utak                                | válogatott elbeszélések és kisregények                                                                                        |
| 1979            | Búcsú                                     | elbeszélések |
| 1987            | Erdei utakon                              | elbeszélések |
| 1987            | Vadászatok erdőn-mezőn                    | elbeszélések |
| 1989            | Karácsonyi látogatók                      | elbeszélések |
| 1989            | Derengő hajnal                            | Regény. Eredetileg Emberek között címmel (1944).                                                                              |
| 1990            | Végtelen út                               | történelmi regény |
| 1991            | Vasárnap délután                          | novellák |
| 1993            | Ci-Nyi                                    | állattörténetek |
| 1993            | Magasles                                  | töredékben maradt ifjúsági regény, kiegészítve, sajtó alá rend. Nagy Domokos Imre                                             |
| 1994            | Cönde                                     | kisregény |
| 1994            | Kelével, Bogánccsal Tüskevárig            | Fekete István 100 ismeretlen levele, 1935-1970, Dalányi József                                                                |
| 1994            | Régi karácsony                            | elbeszélések |
| 1997            | Három                                     | színdarab három felvonásban                                                                                                   |
| 1997            | Számadás                                  | novellák |
| 1997            | A három uhu és más történetek             | |
| 1997            | Három karácsony                           | színmű három felvonásban |
| 1998            | Aranymálinkó                              | Fekete István hátrahagyott versei                                                                                             |
| 2000            | A magam erdeiben                          | elbeszélések |
| 2001            | Zsong az erdő                             | válogatott elbeszélések |
| 2001            | Napló/Hajnalodik/Keserves évek            | A Keserves évek Fekete Istvánné visszaemlékezései                                                                             |
| 2001            | Öreg naptár                               | Eddig kiadatlan, valamint 1935 és 1953 között hetilapokban kiadott novellák. Szent Gellért kiadó                              |
| 2002            | Kedves Rudi Bátyám!                       | levelek Láng Rudolf Rezső tanárhoz, 1938-1969                                                                                 |
| 2002            | Képzelet és valóság                       | elbeszélések |
| 2004            | Éjfél után...                             | regény |
| 2005            | Karácsony éjjel                           | regény |
| 2005            | Almárium                                  | Fekete István füveskönyve |
| 2005            | Balangó és egyebek...                     | válogatás Fekete István kiadatlan kézirataiból                                                                                |
| 2005            | Matula és egyebek                         | elbeszélések |
| 2006            | Kísértés                                  | elbeszélés, novella, kisregény                                                                                                |
| 2006            | Tűz mellett                               | elbeszélések |
| 2006            | Erdély                                    | kisprózák |
| 2007            | Fészekrablás                              | elbeszélés, novella, kisregény                                                                                                |
| 2007            | Tojáshéjdarabkák                          | regény |
| 2007            | Sárgaréz patkók                           | elbeszélés, memoár |
| 2007            | Fekete István és Ilona...                 | levelezés |
| 2008            | Útra kelünk                               | elbeszélés, memoár |
| 2008            | Az erdő ébredése                          | elbeszélés |
| 2008            | Összegyűjtött versek                      | |
| 2009            | Őszi számadás                             | Fekete István füveskönyve |
| 2009            | Szerelmem                                 | novellaválogatás |
| 2009            | Vadászok                                  | elbeszélés |
| 2009            | Örökség                                   | elbeszélés, memoár |
| 2009            | A természet művészete                     | magyar természetfotók Fekete István idézeteivel                                                                               |
| 2009            | Első uhuzásom                             | memoár |
| 2010            | Tűnődések                                 | válogatott művek |
| 2010            | Dr. Kovács István                         | filmforgatókönyv |
| 2011            | Búcsúzás                                  | elbeszélés |
| 2011            | Féltékenység                              | filmforgatókönyv Zsigray Julianna regényéből                                                                                  |
| 2012            | Aranypáva                                 | filmforgatókönyv |
| 2014            | A túlsó part                              | filmforgatókönyv |
| 2015            | Névtelen katona                           | filmforgatókönyv |
| 2016            | Öreg magyarok                             | válogatott novellák |

### Könyvészeti adatok
- A koppányi aga testamentuma; Dante, Bp., 1937
- Zsellérek. Regény; Egyetemi Ny., Bp., 1939
- Csí. Történet állatokról és emberekről; Singer-Wolfner, Bp., 1940
- Öreg utakon; Singer-Wolfner, Bp., 1941
- Hajnal Badányban. Regény; Singer-Wolfner, Bp., 1942
- Egy szem kukorica; Új Idők, Bp., 1944
- Emberek között. Regény; Új Idők, Bp., 1944
- Gyeplő nélkül. Regény; Új Idők, Bp., 1947
- Tíz szál gyertya; Új Idők, Bp., 1948
- Lutra. Egy vidra regénye; Ifjúsági, Bp., 1955
- Kele; Magvető, Bp., 1955
- Halászat; Mezőgazdasági, Bp., 1955
- Tüskevár. Regény; Móra, Bp., 1957 Online elérés
- Bogáncs. Regény; Ifjúsági, Bp., 1957
- Téli berek. Regény; Móra, Bp., 1959 Online elérés
- Pistabá mesél. Olvasókönyv a tíz cserkésztörvényhöz. Fekete István novelláiból; Magyar Cserkészszövetség, Garfield, 195?
- Pepi-kert. A szarvasi arborétum története és leírása; Mezőgazdasági, Bp., 1960
- Köd; Magvető, Bp., 1960
- Kittenberger Kálmán élete; Móra, Bp., 1962
- Őszi vásár; Magvető, Bp., 1962
- Huszonegy nap; Magvető, Bp., 1965
- Vuk. Állatregény; Móra, Bp., 1965
- Csend. Regény; Zrínyi Ny., Bp., 1965 (Kozmosz könyvek) Online elérés
- Hu. Állatregény; Móra, Bp., 1966
- Barangolások. Elbeszélések; Móra, Bp., 1968
- Ballagó idő. Életrajzi regény; Móra, Bp., 1970
- Tíz szál gyertya; Móra, Bp., 1972
- Tarka rét. Elbeszélések és versek; vál., szerk. Fekete Istvánné; Móra, Bp., 1973
- Rózsakunyhó. Elbeszélések és karcolatok; vál., szerk. bev. Nagy Domokos Imre; Móra, Bp., 1973
- Csi és más elbeszélések; Móra, Bp., 1974
- Harangszó. Elbeszélések és versek; Vörösváry, Torontó, 1975
- Búcsú. Elbeszélések; Szt. István Társulat, Bp., 1979
- Ködös utak. Válogatott elbeszélések és kisregények; vál., szöveggond. Véber Károly; Szépirodalmi, Bp., 1979
- Búcsú. Elbeszélések; Szt. István Társulat, Bp., 1982
- Vadászatok erdőn, mezőn; vál., szerk. Véber Károly; Mezőgazdasági, Bp., 1987
- Erdei utakon; összeáll., szerk. Véber Károly; Mezőgazdasági, Bp., 1987
- Pepi-kert. A szarvasi arborétum története és leírása; fotó Gáspár Gábor; 2. mód. kiad.; Fekete István Irodalmi Társaság, Ajka, 1989
- Karácsonyi látogatók; vál., szerk. Véber Károly; Móra, Bp., 1989
- Derengő hajnal; Fortuna, Bp., 1989
- Vasárnap délután. Novellák; Szt. Gellért, Szeged, 1991
- Magasles. Ifjúsági regény; regénytöredék folyt., sajtó alá rend. Nagy Domokos Imre; Officina Nova, Bp., 1993
- Ci-Nyi; Nesztor, Bp., 1993 (Fekete István életműsorozat)
- Kelével, Bogánccsal Tüskevárig. Fekete István 100 ismeretlen levele, 1935-1970; sajtó alá rend. Dalányi József; Polgármesteri Hivatal, Ajka, 1994
- Cönde; Nesztor, Bp., 1994 (Fekete István életműsorozat)
- Régi karácsony; Új Ember, Bp., 1994
- Tüskevár. Házi olvasmány 7. Az általános iskolák 7. osztálya számára, 1-2.; sajtó alá rend. Sárvári Vajda Zsuzsanna; Zavod za udzbenike i nastavna sredstva, Beograd, 1994
- Három karácsony. Színmű három felvonásban; Szt. Gellért, Szeged, 1997
- Számadás. Novellák; Nesztor, Bp., 1997 (Fekete István életműsorozat)
- A három uhu és más történetek; Nesztor, Bp., 1997 (Fekete István életműsorozat)
- Aranymálinkó. Fekete István hátrahagyott versei; Fekete István Irodalmi Társaság, Ajka, 1998
- Régi karácsony. Elbeszélések; szerk., szöveggond. Szigeti László; 3. jav. kiad.; Új Ember, Bp., 2000
- A magam erdeiben. Elbeszélések; szerk., szöveggond. Szigeti László; Új Ember, Bp., 2000
- Zsong az erdő. Válogatott elbeszélések. Házi olvasmány az általános iskolák 4. osztálya számára; vál., jegyz., utószó Dávid András; Zavod za udbenike i nastavna sredstva, Beograd, 2001
- Öreg naptár; szöveggond. Nagy Alexandra; Szt. Gellért, Bp., 2001
- Napló / Hajnalodik. Dráma / Fekete Istvánné: Keserves évek; szerk. Gáspár János; Fekete István Irodalmi Társaság, Ajka, 2001
- Képzelet és valóság; Szt. Gellért, Bp., 2002
- Kedves Rudi Bátyám! Levelek Láng Rudolf Rezső tanárhoz, 1938-1969; szerk. Láng Ágostonné, Pályi Gábor; Piarista Általános Iskola, Gimnázium és Diákotthon, Mosonmagyaróvár, 2002
- Emberek között; utószó Sánta Gábor; Lazi, Szeged, 2003 (Fekete István művei)
- Emberpor; összeáll., szöveggond., bev. Kelényi István; Szt. István Társulat, Bp., 2003
- Éjfél után...; utószó Sánta Gábor; Lazi, Szeged, 2004 (Fekete István művei)
- Egy szem kukorica; Szt. Gellért, Bp., 2004
- Végtelen út; Lazi, Szeged, 2004 (Fekete István művei)
- Balangó és egyebek... Válogatás Fekete István kiadatlan kézirataiból; szerk. Gáspár János, Horváth Tibor; Fekete István Irodalmi Társaság, Ajka, 2005
- Almárium. Fekete István füveskönyve; vál., összeáll., utószó Bányász Banas István; Lazi, Szeged, 2005
- Matula és egyebek; összeáll. Horváth József, utószó Sánta Gábor; Lazi, Szeged, 2005 (Fekete István művei)
- Karácsony éjjel; összeáll., szerk. Horváth József; Lazi, Szeged, 2005 (Fekete István művei)
- Erdély; összeáll. Horváth József, utószó Sánta Gábor; Lazi, Szeged, 2006 (Fekete István művei)
- Kísértés; utószó Sánta Gábor; Lazi, Szeged, 2006 (Fekete István művei)
- Tűz mellett; utószó Sánta Gábor; Lazi, Szeged, 2006 (Fekete István művei)
- Sárgaréz patkók; összeáll. Horváth József, utószó Sánta Gábor; Lazi, Szeged, 2007 (Fekete István művei)
- Fészekrablás; összeáll. Horváth József, utószó Sánta Gábor; Lazi, Szeged, 2007 (Fekete István művei)
- Fekete István és Ilona...; vál., szerk. Gáspár János; a Fekete István Irodalmi Társaság, Ajka, 2007
- Tojáshéjdarabkák; összeáll. Horváth József, utószó Sánta Gábor; Lazi, Szeged, 2007 (Fekete István művei)
- Útra kelünk; utószó Sánta Gábor; Lazi, Szeged, 2008 (Fekete István művei)
- Az erdő ébredése; utószó Sánta Gábor; Lazi, Szeged, 2008 (Fekete István művei)
- Összegyűjtött versek; összeáll. Horváth József, utószó Sánta Gábor; Lazi, Szeged, 2008 (Fekete István művei)
- Őszi számadás. Fekete István füveskönyve; vál., összeáll. Papp Csaba; Lazi, Szeged, 2009
- Szerelmem. Válogatás Fekete István szerelemről szóló novelláiból; vál. Nagy Alexandra; Szt. Gellért, Bp., 2009
- A természet művészete. A legszebb magyar természetfotók. Fekete István idézeteivel; szerk. Fodor Ferenc; Kossuth, Bp., 2009
- Örökség; összeáll. Horváth József, vál., utószó Sánta Gábor; Lazi, Szeged, 2009 (Fekete István művei)
- Vadászok; összeáll. Horváth József, utószó Sánta Gábor; Lazi, Szeged, 2009 (Fekete István művei)
- Első uhuzásom; Lazi, Szeged, 2010 (Fekete István művei)
- Tűnődések; Lazi, Szeged, 2010 (Fekete István művei)
- Dr. Kovács István. Filmforgatókönyv; szerk. Horváth Tibor; Fekete István Irodalmi Társaság, Ajka, 2010
- Búcsúzás; Lazi, Szeged, 2011 (Fekete István művei)
- Féltékenység. Filmforgatókönyv. Zsigray Julianna regényéből filmre írta Fekete István; rend. Cserépy László; Fekete István Irodalmi Társaság, Ajka, 2011
- 21 nap; Lazi, Szeged, 2011 (Fekete István művei)
- Aranypáva. Filmforgatókönyv; Fekete István Irodalmi Társaság, Ajka, 2012
- A túlsó part. Filmforgatókönyv; Fekete István Irodalmi Társaság, Ajka, 2014
- Névtelen katona. Filmforgatókönyv; Fekete István Irodalmi Társaság, Ajka, 2015
- Vadászelbeszélések; vál., tan. Sánta Gábor; Móra, Bp., 2015
- Öreg magyarok. Válogatott novellák; vál. Bányász István; Móra, Bp., 2016
- Gyurkának. Fekete István levelei Zsoldos Györgyhöz; sajtó alá rend., jegyz., előszó Borda Márton Áron; Borda Antikvárium, Zebegény, 2017
- Éjféli harangszó. Válogatott novellák; vál. Bányász István; Móra, Bp., 2017

#### Egyéb
- Bozsik Rozália: Olvasmánynapló Fekete István Vuk című regényéhez; Nemzeti Tankönyvkiadó, Bp., 1997
- Bali József–B. Dancsó Irén: Mestervizsga – Mesterpistából. Vetélkedő ifjú természetbúvároknak; Calibra, Bp., 1993 [Fekete István művei alapján]
- Vuk. Ceruzaforgató. Foglalkoztatófüzet; ill. Dargay Attila nyomán Máli Csaba, feladatok összeáll. Pelle Kinga; Móra, Bp., 2015

## Díjai, elismerései
- József Attila-díj (1960)
- Munka Érdemrend arany fokozata (1970)
- Somogyért-díj (posztumusz) (1997)[13]
- Magyar Örökség díj (posztumusz) (2000)
- Somogyország Kincse (posztumusz) (2005)[13]

## Emlékezete
- Napjainkig több mint harminc oktatási és egyéb intézmény vette fel az író nevét, többek között Ajkán, Mosonmagyaróváron és Zichyújfaluban.
- Ajkáról indult a Kele Napja országos rendezvénysorozat, ahol azon oktatási intézmények növendékei, melyek Fekete István nevét viselik, képzőművészet, vers- és prózamondás, tanulmányok, Fekete irodalmi műveinek ismerete tárgykörökből versenyezhetnek. A Kele Napja ünnepséget Gáspár János kezdeményezésére indította el az ajkai Fekete István Általános Iskola.
- A Balaton-felvidéki Nemzeti Park területén található a Fekete István Emlékhely, mely minden évben május és október között várja a látogatókat.[14]
- 1975-ben a Fővárosi Tanács emléktáblát helyezett el az író lakóházán Budapest II. kerületében.
- 1984-ben[15] annak a háznak a falán, melyben Kaposváron 1910 és 1918 között élt (a mai Gróf Apponyi Albert utcában) emléktáblát helyeztek el.[16]
- 1985-ben Ajka város és a Magyar Írószövetség adta ki a Fekete István irodalmi plakettet. Kitüntetettek: Csorba Piroska, Ihász-Kovács Éva, Heitler László és Konkoly Thege Aladár.[17]
- 1987-ben Gáspár János szervezésében megalakult a Fekete István Irodalmi Társaság, melynek 2007 májusában már 887 tagja volt. Ugyanebben az évben adták a szülőházában berendezett emlékszobát.[18]
- 1995-ben nyílt meg a magántulajdonban lévő Fekete István Múzeum a Tolna megyei Dombóváron, mely akkoriban a város első múzeuma volt.[19]
- 2013-ban Balatonfenyves Majorka nevű településrészén felavatták emléktábláját.[20]
- 2020 júniusában DIA tagjai rendkívüli szavazási eljárással hozzájárultak ahhoz, hogy tárgyalások kezdődjenek 113 magyarországi, határon túli és emigráns alkotó posztumusz akadémiai tagságáról, köztük Fekete István életművének DIA-feldolgozásáról is.[21]
- Napjainkban (2024/2025) elindult és működik egy részletes és informatív emlékhonlapja is, ifj. Fekete István és Fekete Magdolna kezdeményezésére, amit az utóbbi által vezetett csapat gondoz.[22]

### Az író életéről szóló írások, tanulmányok
- Gáspár János: Fekete István sorsa...; Fekete István Irodalmi Társaság, Ajka, 2016
- Sánta Gábor: Fekete István nyomában. Rendhagyó életrajz; Móra, Bp., 2014
- Mészáros József: Visszatérő sorok. Fekete István emlékére; szerzői, Győr, 2009
- Őszinte szóval. Kaleidoszkóp Fekete Istvánról; szerk. Horváth Tibor; Fekete István Irodalmi Társaság, Ajka, 2008
- ifj. Fekete István: Fekete István az édesapám volt… (Móra Ferenc Könyvkiadó, 2004), ISBN 9789631179705
- ifj. Fekete István: Fekete Istvánra emlékezve… (Móra Ferenc Könyvkiadó, 2005)
- Sánta Gábor: Az ismeretlen Fekete István – Tanulmányok egy ismerős íróról I. (Lazi Könyvkiadó, 2001), ISBN 9639227668
- Sánta Gábor: A természetbúvár Fekete István – Tanulmányok egy ismerős íróról II. (Lazi Könyvkiadó, 2002), ISBN 963941610X
- Sánta Gábor: Az elfeledett Fekete István – Tanulmányok egy ismerős íróról III. (Lazi Könyvkiadó, 2004), ISBN 9639416789
- Sánta Gábor: Fekete István. Tanulmányok 1. (Pro Pannonia Kiadó, 2003), ISBN 9639498033
- Sánta Gábor: Fekete István. Tanulmányok 2. (Pro Pannonia Kiadó, 2005), ISBN 9639498556
- Kedves István bátyám! Új dokumentumok és levelek Fekete István hagyatékából; szerk. Gáspár János; Fekete István Irodalmi Társaság, Ajka, 2003
- Fekete István sorsai (szerk.: Gáspár János – dokumentumgyűjtemény) »Kiadó: Fekete István Irodalmi Társaság – Ajka 2002« ISBN 963 204 111 9
- Sánta Gábor: Hová sorolható Fekete István prózája? = Kortárs (46) 2002. 2-3.
- Gáspár János: Töredékek a kuckóból. Fekete István sorsai; Fekete István Irodalmi Társaság–"Nimfea" Természetvédelmi Egyesület, Ajka–Túrkeve, 2002 (Zöldike könyvsorozat)
- Fekete István: Aranymálinkó (összegyűjtött versek – Patka László tanulmányával – G.J. utószavával. Szerk.: Gáspár János. »Kiadó: Fekete István Irodalmi Társaság – Ajka« ISBN 963 03 6159 0 (Első kiadás: 1998)
- TÖREDÉKEK Fekete István levélhagyatékából és írásaiból (szerk.: Gáspár János -ifj. Fekete István előszavával) »Kiadta: Fekete István Irodalmi Társaság – Ajka« 2000. ISBN 963 03 9505 3
- A koppányi agától a halhatatlanságig. Tanulmányok Fekete Istvánról; szerk. Gáspár János; Fekete István Irodalmi Társaság, Ajka, 1997
- Bodó Imre: Fekete István emlékszoba, Dombóvár; Bodó Imre, Kaposvár, 1996
- Bodó Imre: Fekete István és a szülőföld; Bodó Imre, Kaposvár, 1995
- "A szálak nem szakadnak el soha-soha...". Írások Fekete Istvánról – Fekete Istvántól; szerk. Gáspár János, Horváthy György; Fekete István Irodalmi Társaság, Ajka, 1994
- Fekete István személyi bibliográfia; összeáll. Gáspárné Monostori Judit; Fekete István Irodalmi Társaság, Ajka, 1992
- Valló László: Emlékké válok magam is... Fekete István élete (Móra Ferenc Ifjúsági Könyvkiadó, 1986) ISBN 9631142604
- Bukovics Ildikó: Állatnevek Fekete István műveiben; ELTE, Bp., 1984 (Magyar névtani dolgozatok)
- A „Tüskevár” állatvilága. Fekete István Tüskevár című regényének olvasmányfeltáró bibliográfiája; összeáll. Szász Ilona; FSZEK, Bp., 1980
- Balkovitzné Cynolter Magda: Olvasmányunk a Tüskevár; Fővárosi Pedagógiai Intézet, Bp., 1978
- Fekete Istvánné: Emléksorok Fekete Istvánról; s.n., Bp., 1975

## Képgaléria

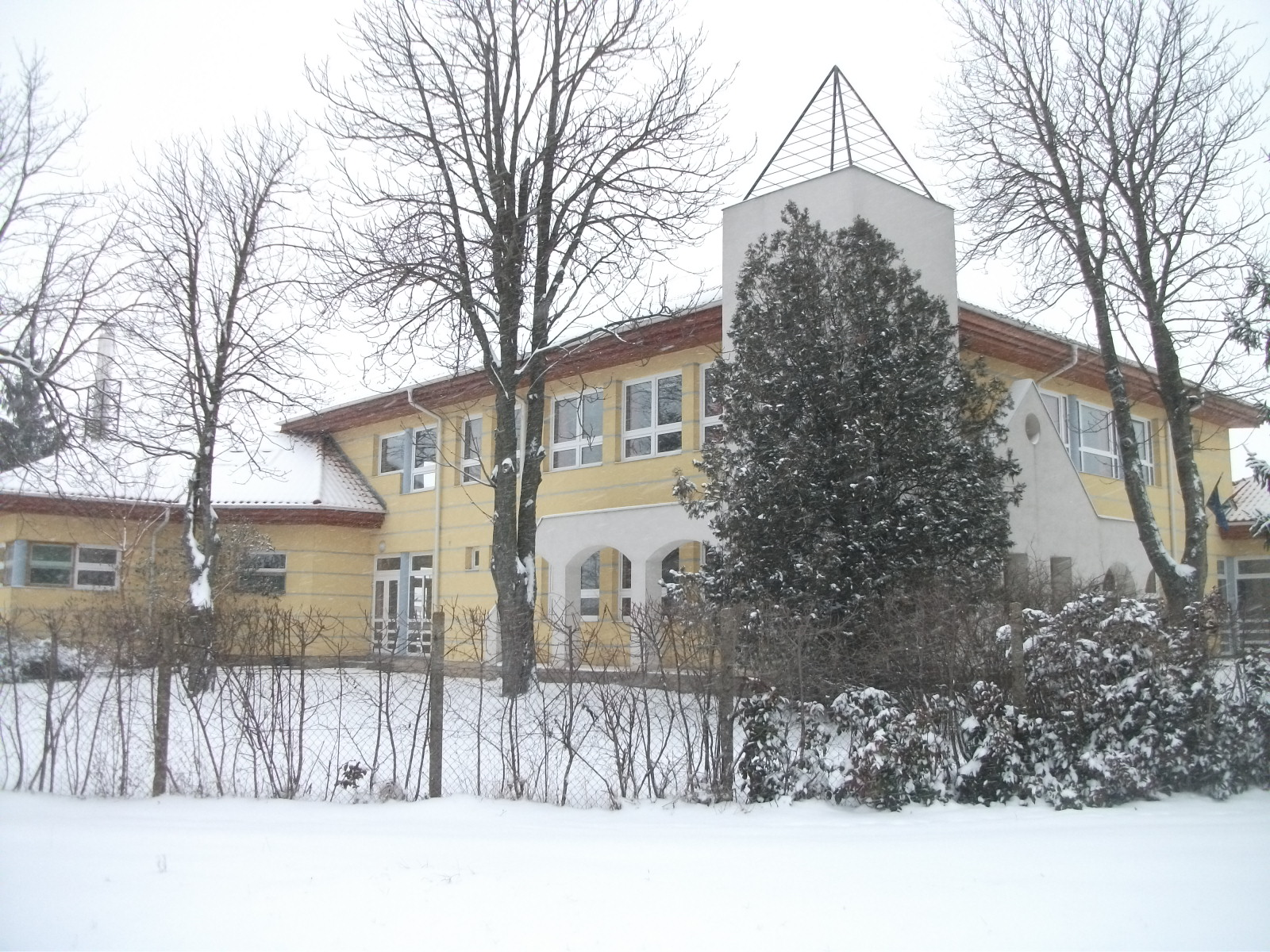
Fekete István Általános Iskola és Művelődési Ház (Zichyújfalu)
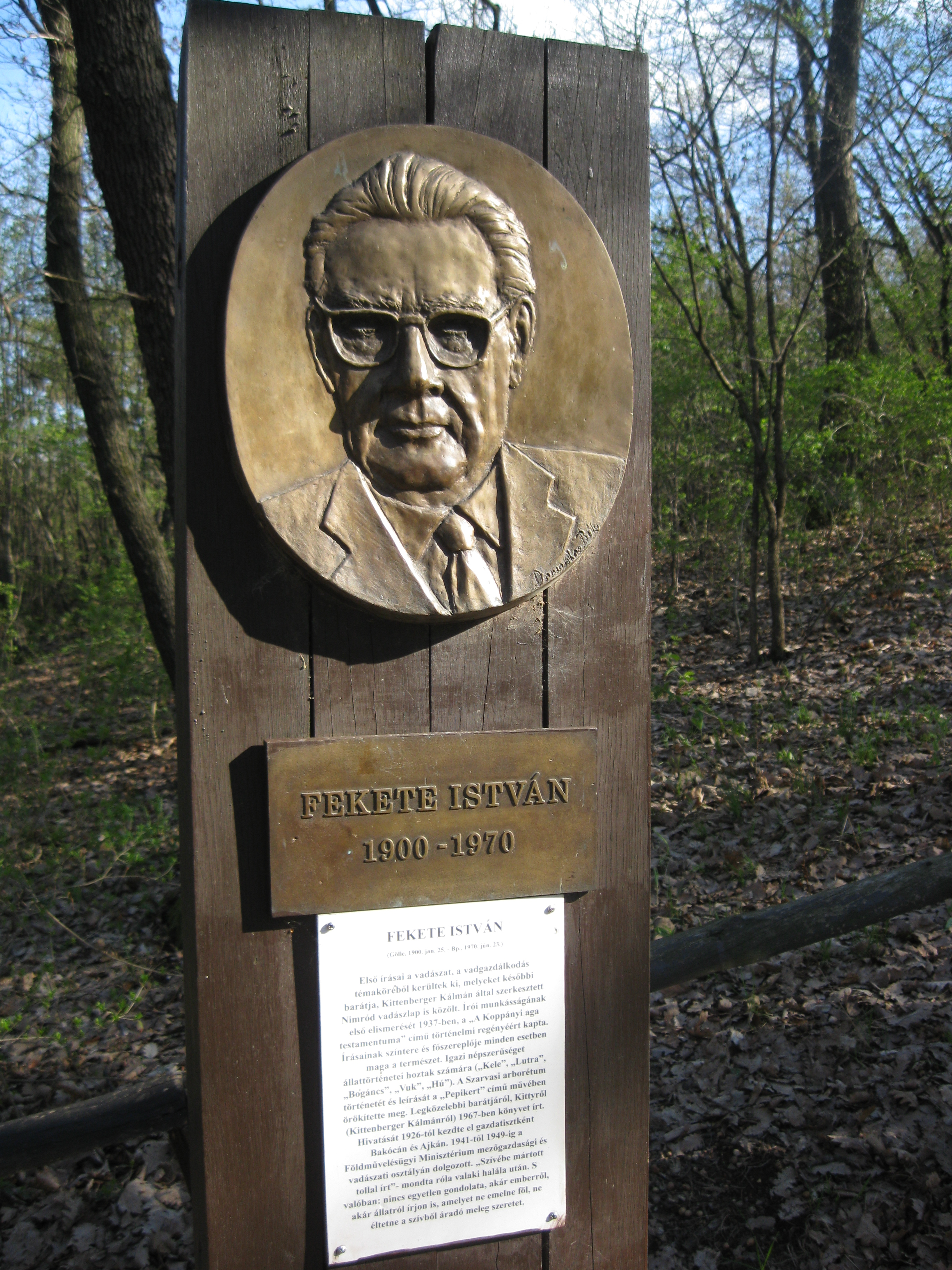
Fekete István emléktábla – Budakeszi Vadaspark
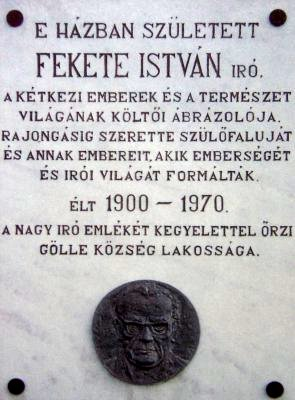
Emléktábla a szülőházán
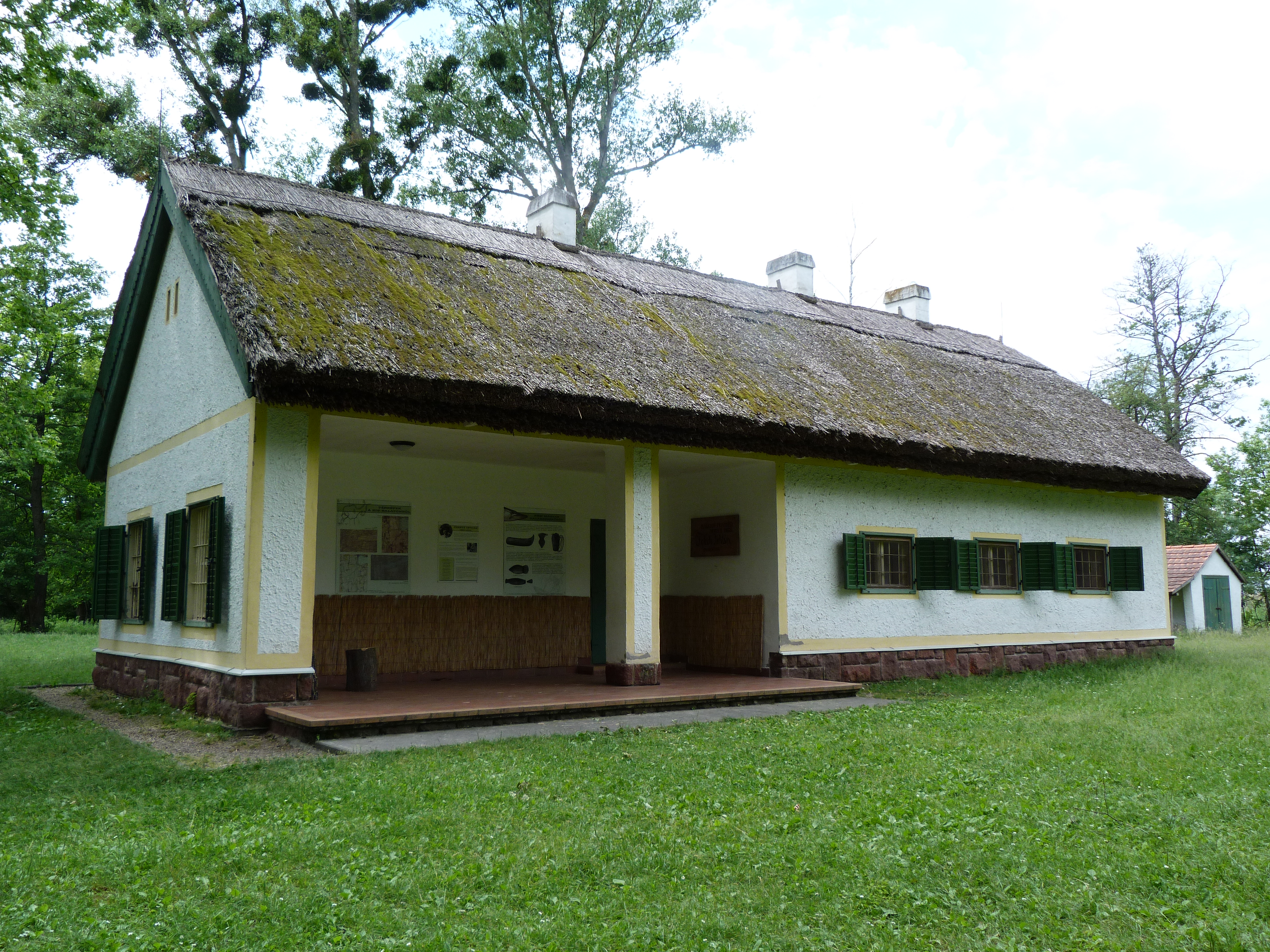
Fekete István emlékszoba – Diás sziget

## Származása
| Fekete István (Gölle, 1900. jan. 25.– Budapest, 1970. jún. 23.) író | Apja: Fekete Árpád Ferenc (Ó-Dombóvár, 1863. okt. 5. – Budapest, 1933. jan. 17.) tanító, iskolamester, gazdálkodó | Apai nagyapja: Fekete (Schwartz) Antal Kelemen (Tevel, 1835. nov. 23. – Ó-Dombóvár, 1889. márc. 28.) Eszterházy herceg építésze, r. kat. | Apai nagyapai dédapja: Schwartz György (Tevel, 1804. ápr. 24. – Tevel, 1864. ápr. 13.) építőmester             |
| Fekete István (Gölle, 1900. jan. 25.– Budapest, 1970. jún. 23.) író | Apja: Fekete Árpád Ferenc (Ó-Dombóvár, 1863. okt. 5. – Budapest, 1933. jan. 17.) tanító, iskolamester, gazdálkodó | Apai nagyapja: Fekete (Schwartz) Antal Kelemen (Tevel, 1835. nov. 23. – Ó-Dombóvár, 1889. márc. 28.) Eszterházy herceg építésze, r. kat. | Apai nagyapai dédanyja: Majer Anna Mária (Tevel, 1813. nov. 13. – Tevel, 1858. júl. 31.)                       |
| Fekete István (Gölle, 1900. jan. 25.– Budapest, 1970. jún. 23.) író | Apja: Fekete Árpád Ferenc (Ó-Dombóvár, 1863. okt. 5. – Budapest, 1933. jan. 17.) tanító, iskolamester, gazdálkodó | Apai nagyanyja: John Barbara (Pincehely, 1839. jún. 16. – Budapest, 1918. márc. 17.) róm. kat.                                           | Apai nagyanyai dédapja: John Ferenc (Ó-Dombóvár, 1807. nov. 24. – Pincehely, 1868. júl. 12.) kőművesmester     |
| Fekete István (Gölle, 1900. jan. 25.– Budapest, 1970. jún. 23.) író | Apja: Fekete Árpád Ferenc (Ó-Dombóvár, 1863. okt. 5. – Budapest, 1933. jan. 17.) tanító, iskolamester, gazdálkodó | Apai nagyanyja: John Barbara (Pincehely, 1839. jún. 16. – Budapest, 1918. márc. 17.) róm. kat.                                           | Apai nagyanyai dédanyja: Vokant Katalin (Gyönk, 1811 k. – Cece, 1879. júl. 20.) Vokant József kelmefestő lánya |
| Fekete István (Gölle, 1900. jan. 25.– Budapest, 1970. jún. 23.) író | Anyja: Sipos Anna Terézia (Marcali, 1878. márc. 20. – 1956)                                                       | Anyai nagyapja: Sipos István (Boronka, 1849 – 1933) kastély felügyelő                                                                    | Anyai nagyapai dédapja: Sipos Ferenc (Somogyfajsz, 1828 – 1888) erdész, vadász                                 |
| Fekete István (Gölle, 1900. jan. 25.– Budapest, 1970. jún. 23.) író | Anyja: Sipos Anna Terézia (Marcali, 1878. márc. 20. – 1956)                                                       | Anyai nagyapja: Sipos István (Boronka, 1849 – 1933) kastély felügyelő                                                                    | Anyai nagyapai dédanyja: Bottyáni Anna (Boronka, 1826 k. – Somogyfajsz, 1899. aug. 20.)                        |
| Fekete István (Gölle, 1900. jan. 25.– Budapest, 1970. jún. 23.) író | Anyja: Sipos Anna Terézia (Marcali, 1878. márc. 20. – 1956)                                                       | Anyai nagyanyja: Gronszki Jozefa (?, 1842 k. – Kaposvár, 1918. júl. 21.)                                                                 | Anyai nagyanyai dédapja: Gronszki József                                                                       |
| Fekete István (Gölle, 1900. jan. 25.– Budapest, 1970. jún. 23.) író | Anyja: Sipos Anna Terézia (Marcali, 1878. márc. 20. – 1956)                                                       | Anyai nagyanyja: Gronszki Jozefa (?, 1842 k. – Kaposvár, 1918. júl. 21.)                                                                 | Anyai nagyanyai dédanyja: n. a.                                                                                |